# 達城夏氏
達城夏氏（タルソンハし、たつじょうかし、朝鮮語: 달성하씨）は、朝鮮の氏族の一つ。本貫は達城郡（大邱）である。2015年の統計によると、人口は2,194人である。
「夏」という姓氏は、朝鮮では一般的な氏族ではなく中国に起源がある。達城夏氏は中国宋から高麗に帰化したが、近現代に帰化した夏姓の一族もいる。

## 始祖
始祖は、宋の大都督であった夏欽である。夏欽は高麗の仁宗（1122年 - 1146年）の時に高麗に帰化し、達城に定住した。その子の夏溶が達城の貴族に封ぜられたことから、その子孫が達城を本貫にした。

## 人物
- 夏光臣 - 夏欽の玄孫、高麗の吏部侍郎
- 夏赫河 - 高麗の大将軍
- 夏仁敬 - 高麗の僉知中枢府事
- 夏時雨 - 副護軍
- 夏試鑽 - 李氏朝鮮正祖時代の学者、著書に『悦庵集』